# Hinterhornalm
Die Hinterhornalm ist ein privates Berggasthaus im Karwendel. Sie befindet sich auf dem Gemeindegebiet von Gnadenwald, liegt in einer Höhe von 1522 m ü. A. und wird je nach Schneelage von Mitte Mai bis Anfang November bewirtschaftet.
Die Alm ist vom Gnadenwalder Ortsteil St. Martin (890 m ü. A.) über eine 6,1 Kilometer lange Mautstraße erreichbar. Sie ist Ausgangspunkt für eine Bergtour auf den Hundskopf oder für einen Spaziergang zur etwa 20 Gehminuten entfernten Walder Alm (1511 m ü. A.).

## Zugänge
Die Hinterhornalm kann von St. Martin über einen Steig, der dabei die Kehren der Mautstraße abkürzt, in etwa 1½ Stunden Gehzeit erreicht werden. Aus dem Vomper Loch führt ein Weg für Wanderer und Mountainbiker über die Ganalm (1190 m ü. A.) und die Walder Alm zur Hinterhornalm. Aus dem Halltal kann man das Gasthaus auf einem Steig über die Alpensöhnehütte erreichen.

## Radrennen
Die asphaltierte und maximal 14 Prozent steile Mautstraße zur Alm ist bei Radsportlern beliebt. Jedes Jahr findet ein Radrennen von St. Martin auf die Hinterhornalm statt, die Hinterhornchallenge.

## Almkreuz

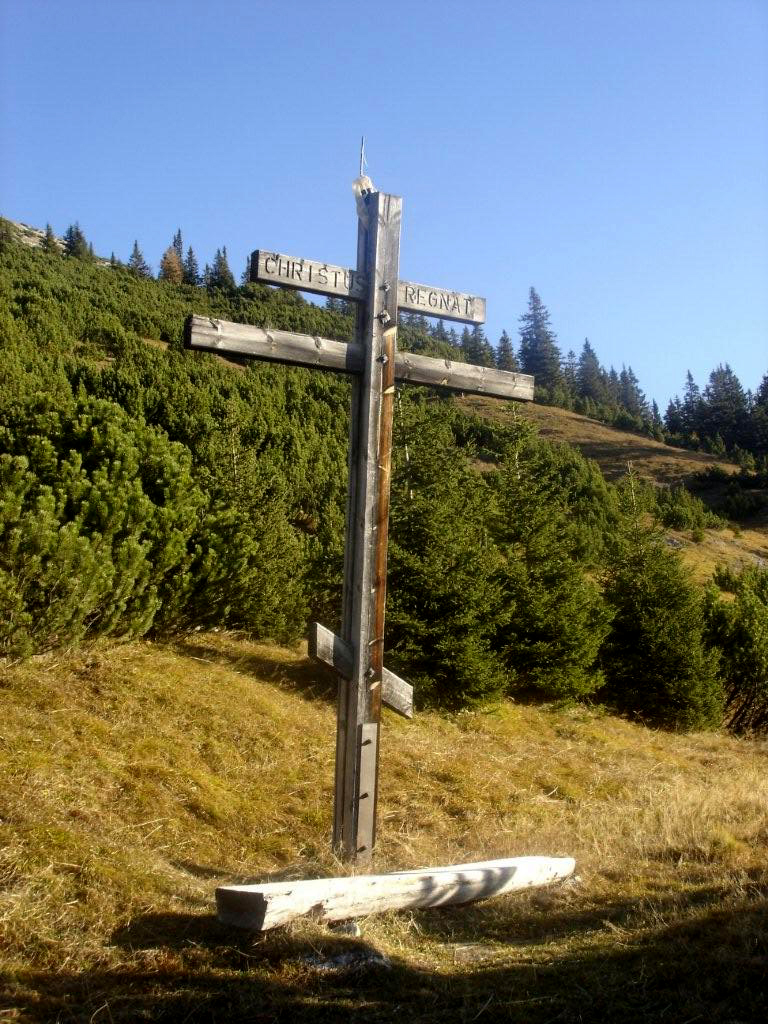
Kreuz oberhalb der Hinterhornalm im russisch-orthodoxen Stil und lateinischer Aufschrift „Christus regnat“

Eine Besonderheit stellt das Almkreuz wenige Gehminuten oberhalb der Alm dar. Das Kreuz im russisch-orthodoxen Stil trägt am oberen Querbalken eine lateinische Inschrift: „Christus regnat“ – Christus regiert.

## Benachbarte Hütten
- Lamsenjochhütte durch das Vomper Loch, Gehzeit: 8 Stunden
- Bettelwurfhütte
- Alpensöhnehütte